# سیلیسیم تترافلوئورید
تترافلوئورید سیلیسیم (به انگلیسی: Silicon tetrafluoride) با فرمول شیمیایی SiF4 یک ترکیب شیمیایی با شناسه پاب‌کم 24556 است. که جرم مولی آن 104.0791 g/mol می‌باشد. شکل ظاهری این ترکیب، گاز بی‌رنگ است.